# Ellaville
Ellaville – miasto w Stanach Zjednoczonych, w stanie Georgia, siedziba administracyjna hrabstwa Schley.